# یواس‌اس ناتاتچ (ای‌ام-۶۰)
یواس‌اس ناتاتچ (ای‌ام-۶۰) (به انگلیسی: USS Nuthatch (AM-60)) یک کشتی بود که طول آن ۲۲۱ فوت ۳ اینچ (۶۷٫۴۴ متر) بود. این کشتی در سال ۱۹۴۲ ساخته شد.